# ヴィルヘルム・キルマイヤー
ヴィルヘルム・キルマイヤー（Wilhelm Killmayer, 1927年8月21日 ミュンヘン - 2017年8月20日）はドイツの作曲家。
ミュンヘンで音楽の基礎を学んだ。職業音楽家としての最初の仕事は合唱の指揮と監督だった。最初の合唱作品はキルマイヤーの監督のもと発表された。続いて、声楽と器楽のための室内楽作品を書いた。1952年には、カール・オルフにより修士学生に選ばれ、後には、若者とアマチュア・グループのための作曲に専念した。1954年にはフロム音楽財団賞を受賞した。ミュンヘン音楽大学で定年まで長年作曲を教えていた。
三和音やホルン五度も書く典型的な保守主義の作曲家だが、その美しい旋律は他では見られない独自のものである。
2017年8月20日に亡くなった。

## 参考資料
- Anonymous liner notes for Epic Records (CBS) LC 3307, Fromm Music Foundation, Twentieth Century Composers Series, Wilhelm Killmayer: en:Missa Brevis and Lou Harrison: Mass; New York Concert Choir and Orchestra; en:Margaret Hillis, Musical Director